# Biological Chemistry
Biological Chemistry, скорочено Biol. Chem. — науковий біохімічний журнал, який видає Walter de Gruyter.

## Історія
Журнал засновано у 1877 році Феліксом Гоппе-Зейлером під назвою «Zeitschrift für Physiologische Chemie». Після смерті Гоппе Зейлера у 1896 році назва була змінена на «Hoppe-Seyler’s Zeitschrift für physiologische Chemie», під якою він виходив до 1985 року. З 1985 по 1996 рік використовувалася назва «Biological Chemistry Hoppe-Seyler». Під сучасною назвою журнал виходить з 1996 року щомісяця. Публікуються статті з усіх галузей біохімії. Журнал є друкованим органом Товариства біохімії та молекулярної біології.
Відповідно до Journal Citation Reports, імпакт-фактор журналу 2014 року склав 3,268, що ставить його на 106 місце серед 289 журналів у категорії «Біохімія та молекулярна біологія».

## Індексування і реферування
Biological Chemistry реферується і індексується у:
- Academic OneFile
- Science Citation Index
- Biological Abstracts
- BIOSIS Previews
- CAB Abstracts
- Calcium and Calcified Tissue Abstracts
- Chemical Abstracts
- CSA Illustrata – Natural Sciences
- CSA Neurosciences Abstracts
- Current Contents/Life Sciences
- Elsevier BIOBASE/Current Awareness in Biological Sciences
- EMBASE
- EMBiology
- MEDLINE
- Reaction Citation Index
- Science Citation Index
- Scopus
- Zoological Record